# Pontogeneia bartschi
Pontogeneia bartschi is een vlokreeftensoort uit de familie van de Pontogeneiidae. De wetenschappelijke naam van de soort is voor het eerst geldig gepubliceerd in 1948 door Clarence Raymond Shoemaker.